# 普金蒂卡火山

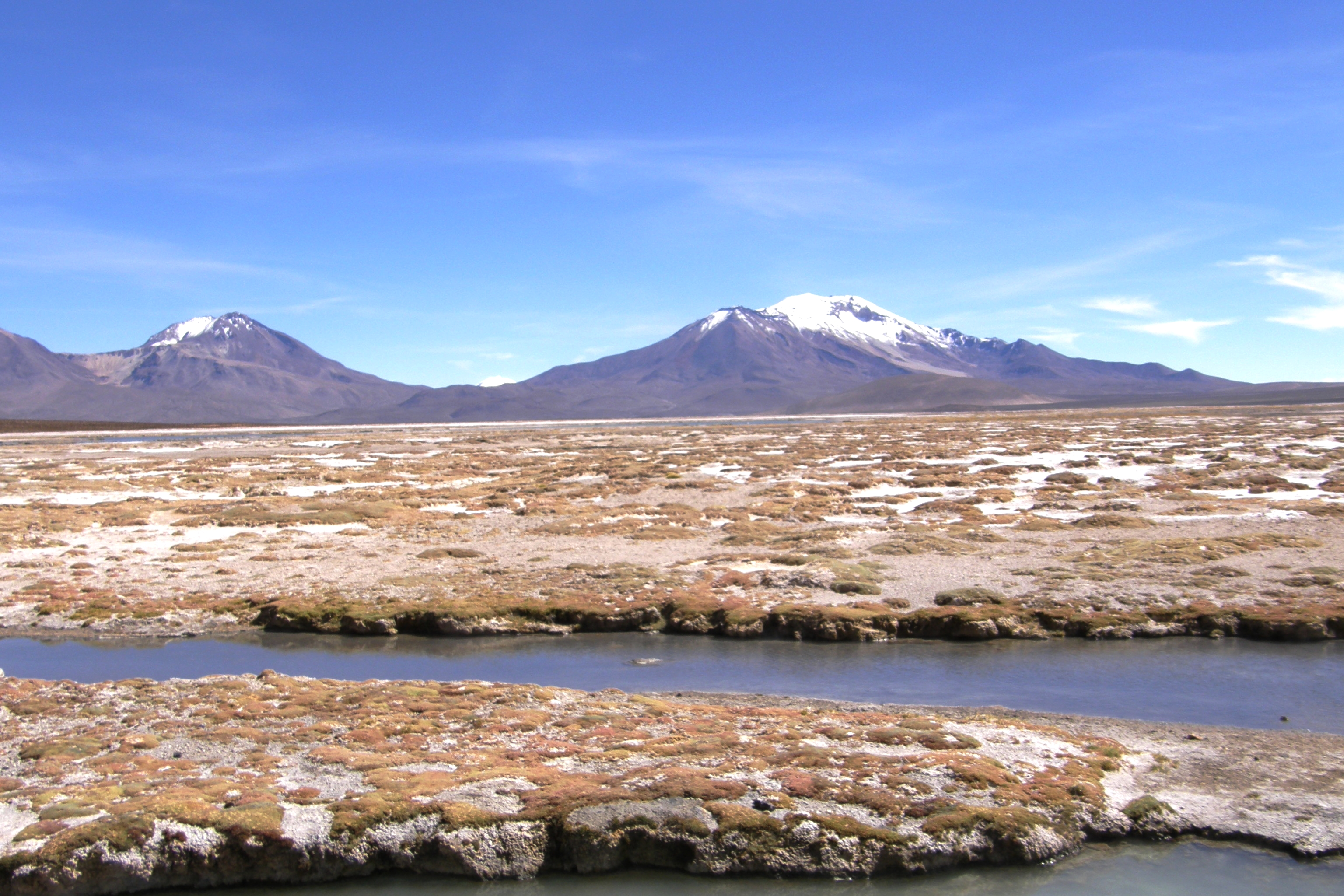

18°44′S 68°59′W / 18.733°S 68.983°W
普金蒂卡火山（西班牙語：Volcán Puquintica），是南美洲的火山，位於玻利維亞和智利接壤的邊境，屬於安第斯山脈中玻利維亞西部山脈的一部分，海拔高度5,407米。